# Николаевский речной порт
Николаевский речной порт — речной порт в Николаеве на берегу реки Южный Буг.

## История
В 1882 году решением Государственного совета Российской Империи были выделены средства на строительство пристани в Николаеве.
В 1963 году пристань была переименована в Николаевский речной порт. С 1965 по 1969 годы велось основное строительство порта.
В мае 1993 года предприятие акционировалось.
В апреле 2000 года на общем собрании ОАО «Николаевский речной порт» было принято решение о присоединении порта к АСК «Укрречфлот» со статусом дочернего предприятия.